# Tlacotitlán
Tlacotitlán är en ort i Mexiko.   Den ligger i kommunen Yecapixtla och delstaten Morelos, i den sydöstra delen av landet, 70 km söder om huvudstaden Mexico City. Tlacotitlán ligger 1 569 meter över havet och antalet invånare är 416.
Terrängen runt Tlacotitlán är kuperad norrut, men söderut är den platt. Runt Tlacotitlán är det tätbefolkat, med 613 invånare per kvadratkilometer. Närmaste större samhälle är Cuautla Morelos, 9,7 km sydväst om Tlacotitlán. Omgivningarna runt Tlacotitlán är en mosaik av jordbruksmark och naturlig växtlighet.